# Perníková chaloupka (Ráby)
Lovčí hájenka Ráby (dnes známá také jako Perníková chaloupka) stojí západně od Kunětické hory, nedaleko obce Ráby.

## Historie
Roku 1881 se zdejší panství dostalo do rukou barona Richarda Drascheho z Wartinbergu, jenž roku 1882 nechal nedaleko obce postavit hájenku – lovčí zámeček. Ve 20. století zde byl umístěn Ústav pro mentálně postižené, který později přesídlil do nově postavené budovy v obci. Dnes má hájenka podobu Perníkové chaloupky, ve které je Muzeum perníku a pohádek.

## Popis
Dům je postaven ve stylu perníkové chaloupky z dané pohádky. Uvnitř se nachází muzeum, ve kterém se nachází mezinárodní sbírka různých knižních vydání pohádky O perníkové chaloupce z pera bratří Grimmových (německé, švédské, norské, esperantské, ruské, české, slovenské, slovinské, chorvatské, polské apod.).